# بویر (میسیسیپی)
بویر (به انگلیسی: Boyer) یک منطقهٔ مسکونی در ایالات متحده آمریکا است که در شهرستان سانفلاور، میسیسیپی واقع شده‌است. بویر ۳۶٫۸۸ متر بالاتر از سطح دریا واقع شده‌است.